# سعدان
السَّعْدَان أو النَّسْنَاس أو النِّسْنَاس أو الشَّادِي هي تسميات شائعة لجميع القرود باستثناء القرود البشرية. تنقسم السعادين إلى مجموعتين تصنيفيتين: سعادين العالم الجديد وسعادين العالم القديم.
في عام 1812 ، جمع جيوفروي القرود ومجموعة سعدان العالم القديم من القرود معًا وأسس اسم نازلات الأنف، "قرود العالم القديم".  الأخت الباقية من نازلات الأنف في مجموعة القرود ("المغنيات") هي سعدان العالم الجديد.  حوالي تسعة ملايين سنة قبل الاختلاف بين نازلات الأنف والقردة،  ظهرت سعدان العالم الجديد داخل "القرود" عن طريق الهجرة إلى أمريكا الجنوبية من شبه الجزيرة العربية (العالم القديم)، من المحتمل عن طريق المحيط. وبالتالي فإن القردة موجودة في أعماق شجرة القرود الباقية والمنقرضة، وأي من القردة أقرب بشكل واضح إلى نازلات الأنف من سعدان العالم الجديد.
العديد من أنواع القرود تعيش في الأشجار (شجرية)، على الرغم من وجود أنواع تعيش بشكل أساسي على الأرض، مثل قرود البابون. تنشط معظم الأنواع بشكل رئيسي خلال النهار (نهاري). تعتبر القردة عمومًا أذكياء، خاصة قرود العالم القديم.
ضمن رتيبة بسيطات الأنف الفرعية ، فإن القردة هي مجموعة شقيقة للرسغيات - تباعد العضوان منذ حوالي 70 مليون سنة. قرود العالم الجديد وقردة النزل ظهرت داخل القردة منذ ما يقرب من 35 مليون سنة. ظهرت قرود العالم القديم وقردة العالم داخل القردة النزلية منذ حوالي 25 مليون سنة. تعتبر القردة القاعدية المنقرضة مثل القرد المصري أو بارابيثيكوس (منذ 35-32 مليون سنة) قرودًا من قبل علماء الرئيسيات.
الليمور، واللوريسيات، والجلاجوس ليسوا قرودًا، بل قرود ستريبسيريهين (رتبة فرعية منثنيات الأنف). المجموعة الشقيقة للقردة، الرسغيات، هي أيضًا رئيسيات هابلورهين. ومع ذلك، فهم ليسوا قرودًا أيضًا.
ظهرت القردة داخل القرود كأخت سعدان العالم القديم في نازلات الأنف، لذا فهي قرود أيضًا. ومع ذلك ، كانت هناك مقاومة لتعيين القردة مباشرة (وبالتالي البشر) على أنها قرود ، لذلك يمكن اعتبار "قرد العالم القديم" على أنه يعني إما سعدان العالم القديم (لا يشمل القردة) أو نازلات الأنف (بما في ذلك القردة). أدرك جورج لويس لوكليرك ، كونت دي بوفون ، أن القردة هي قرود في القرن الثامن عشر.  وضع لينيوس هذه المجموعة في عام 1758 جنبًا إلى جنب مع أبغر ، في جنس واحد "سيميا" (بلا هومو)، وهي فرقة تُعرف الآن باسم بسيطات الأنف.
يمكن تمييز القرود، بما في ذلك القردة، عن الرئيسيات الأخرى من خلال وجود حلمتين صدريتين فقط، وقضيب متدلي، ونقص في الشعيرات الحسية.

## الوصف
نظرًا لظهور القردة في مجموعة القردة كأخت لقردة العالم القديم، تشترك القردة أيضًا في الخصائص التي تصف القردة. وليامز وآخرون. أوجزت السمات التطورية، بما في ذلك التجمعات الجذعية ، المتناقضة مع الرئيسيات الأخرى مثل أبغض الفصيلة الليمورية.
يتراوح حجم القردة من قرد القزم ، والذي يمكن أن يصل إلى 117 ملم ( 4+5 ⁄ 8  بوصة) مع172 مم ( 6+3 ⁄ 4  بوصة) الذيل وما يزيد قليلاً عن100 جم ( 3+1 ⁄ 2  أونصة) في الوزن ، بالنسبة للماندريل الذكر ، بطول 1 متر (3 قدم 3 بوصات) تقريبًا ووزنها يصل إلى 36 كجم (79 رطلاً). بعضها شجري (يعيش في الأشجار) بينما يعيش البعض الآخر في السافانا . تختلف الأنظمة الغذائية باختلاف الأنواع ولكنها قد تحتوي على أي مما يلي: الفاكهة والأوراق والبذور والمكسرات والزهور والبيض والحيوانات الصغيرة (بما في ذلك الحشرات والعناكب).
يتم تقاسم بعض الخصائص بين المجموعات ؛ تمتلك معظم قرود العالم الجديد ذيولًا طويلة ، حيث تكون تلك الموجودة في عائلة سعادين عنكبوتية قادرة على الإمساك بشىء، في حين أن قرود العالم القديم لها ذيول غير قابلة للإمساك أو لا يوجد ذيل مرئي على الإطلاق. قرود العالم القديم لديها رؤية لونية ثلاثية الألوان مثل تلك الخاصة بالبشر، في حين أن قرود العالم الجديد قد تكون ثلاثية الألوان، ثنائية اللون، أو - كما هو الحال في قرود البومة والجلاجوس الأكبر - أحادية اللون . على الرغم من أن قرود العالم القديم والجديد ، مثل القردة ، لها عيون أمامية، فإن وجوه قرود العالم القديم والعالم الجديد تبدو مختلفة تمامًا، ولكن مرة أخرى، تشترك كل مجموعة في بعض الميزات مثل أنواع الأنف والخدود والردف.

## العلاقة مع البشر

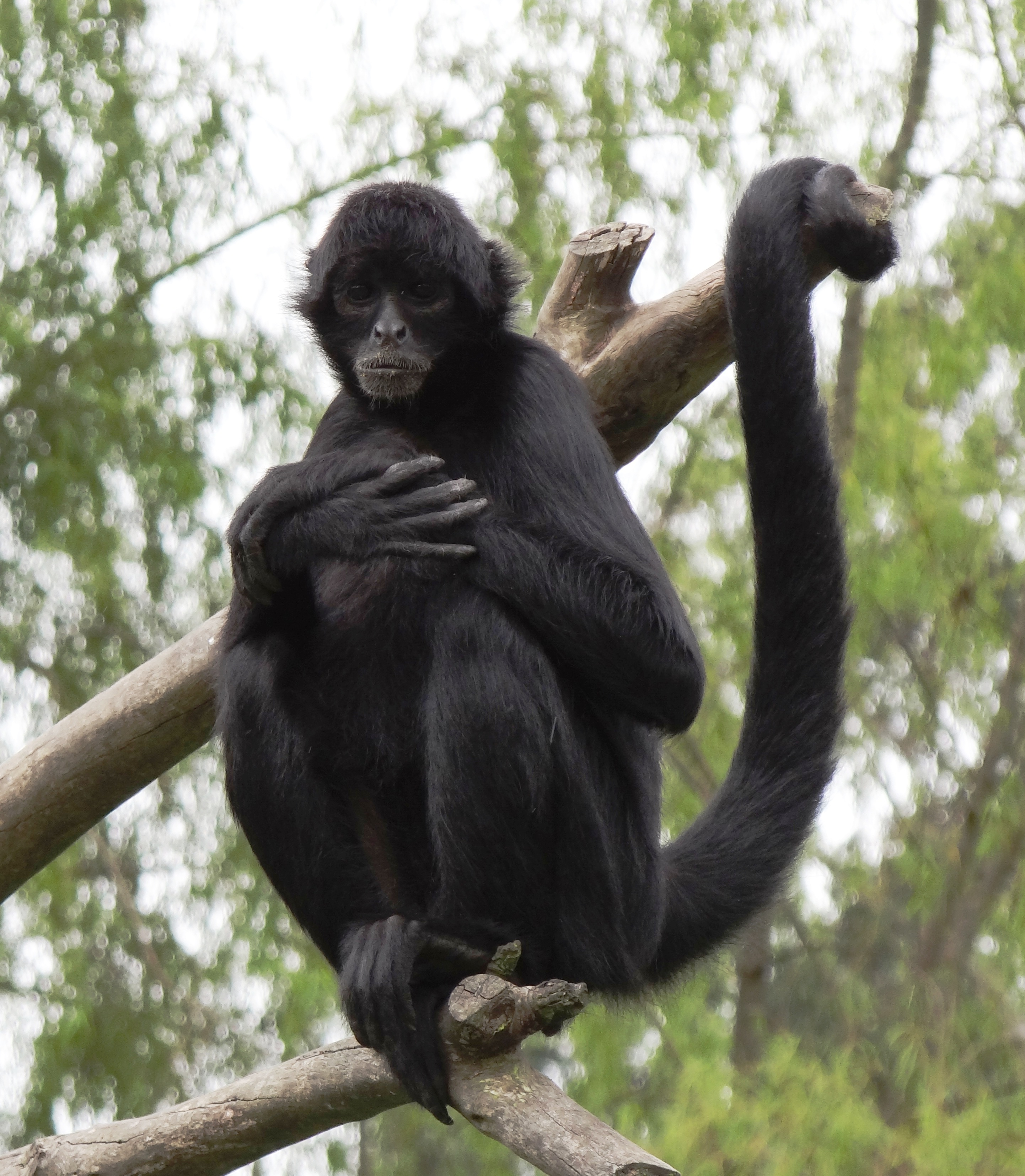
قرد عنكبوتي في كولومبيا.

العديد من أنواع القرود لها علاقات متنوعة مع البشر. يتم الاحتفاظ ببعضها كحيوانات أليفة، والبعض الآخر يستخدم ككائنات نموذجية في المختبرات أو في الرحلات الفضائية. قد يتم قتلهم في رحلات القرود (عندما يهددون الزراعة) أو استخدامها كحيوانات خدمة للمعاقين.
في بعض المناطق، تعتبر بعض أنواع القرود آفات زراعية، ويمكن أن تسبب أضرارًا جسيمة للمحاصيل التجارية والمعيشية. يمكن أن يكون لهذا آثار مهمة على الحفاظ على الأنواع المهددة بالانقراض، والتي قد تكون عرضة للاضطهاد. في بعض الحالات، قد يتجاوز تصور المزارعين للضرر الضرر الفعلي.  القرود التي اعتادت على الوجود البشري في المواقع السياحية يمكن أيضًا اعتبارها آفات تهاجم السياح.

### كحيوانات خدمة لذوي الاحتياجات الخاصة

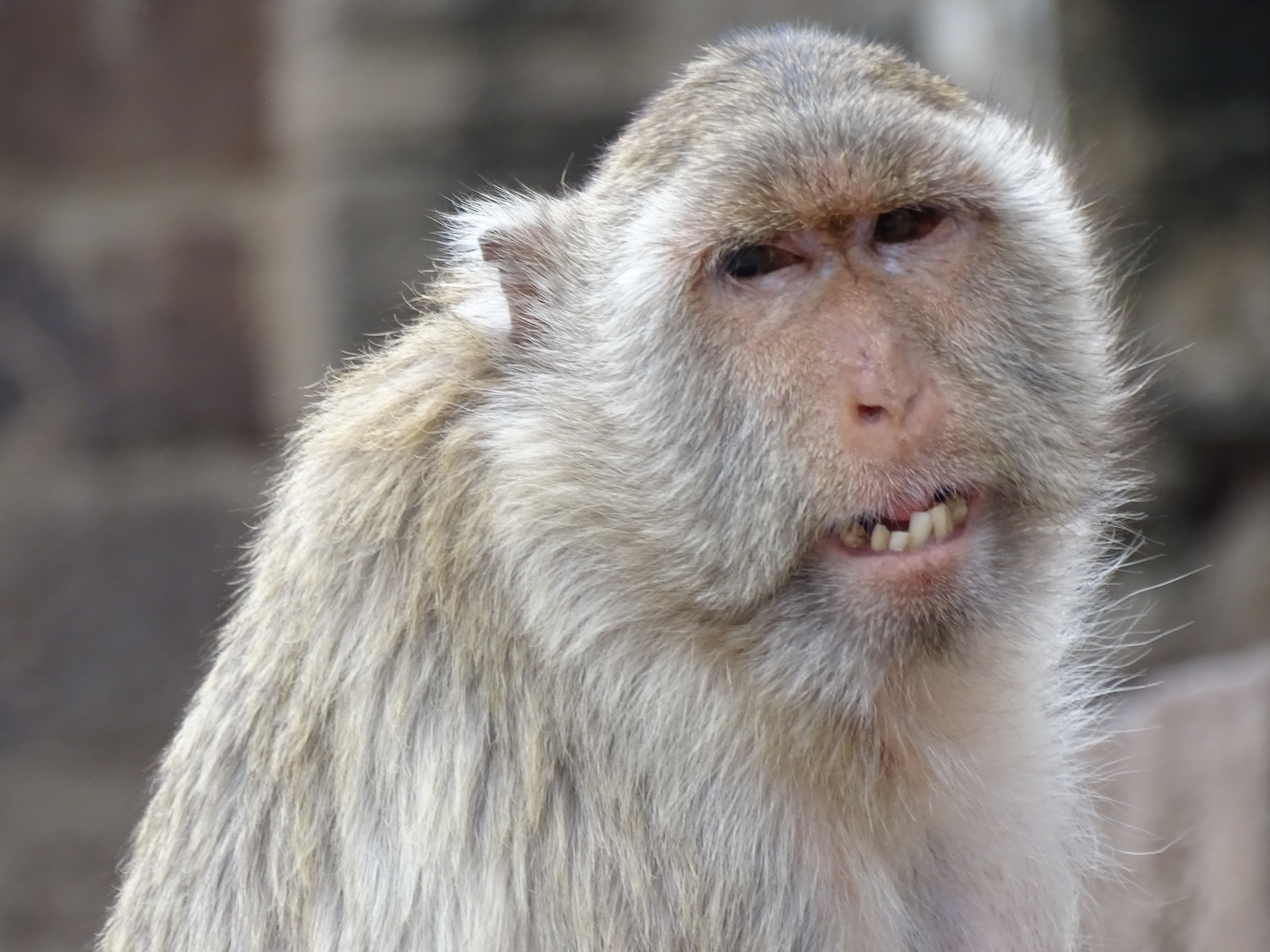
معبد القرد في لوب بوري بتايلاند.

تقوم بعض المنظمات بتدريب قرود الكبوشي كحيوانات خدمة لمساعدة المصابين بالشلل الرباعي وغيرهم من الأشخاص الذين يعانون من إصابات شديدة في النخاع الشوكي أو إعاقات حركية. بعد أن أصبحت رضعًا اجتماعيًا في منزل بشري ، تخضع القرود لتدريب مكثف قبل وضعها مع أشخاص معاقين. في جميع أنحاء المنزل ، تساعد القرود في المهام اليومية مثل التغذية والجلب والتلاعب بالأشياء والعناية الشخصية.
عادة ما يتم تدريب القرود المساعدة في المدارس من قبل المنظمات الخاصة، ويستغرق تدريبها سبع سنوات، ويمكنها أن تخدم من 25 إلى 30 عامًا (مرتين إلى ثلاث مرات أطول من كلب الإرشاد).

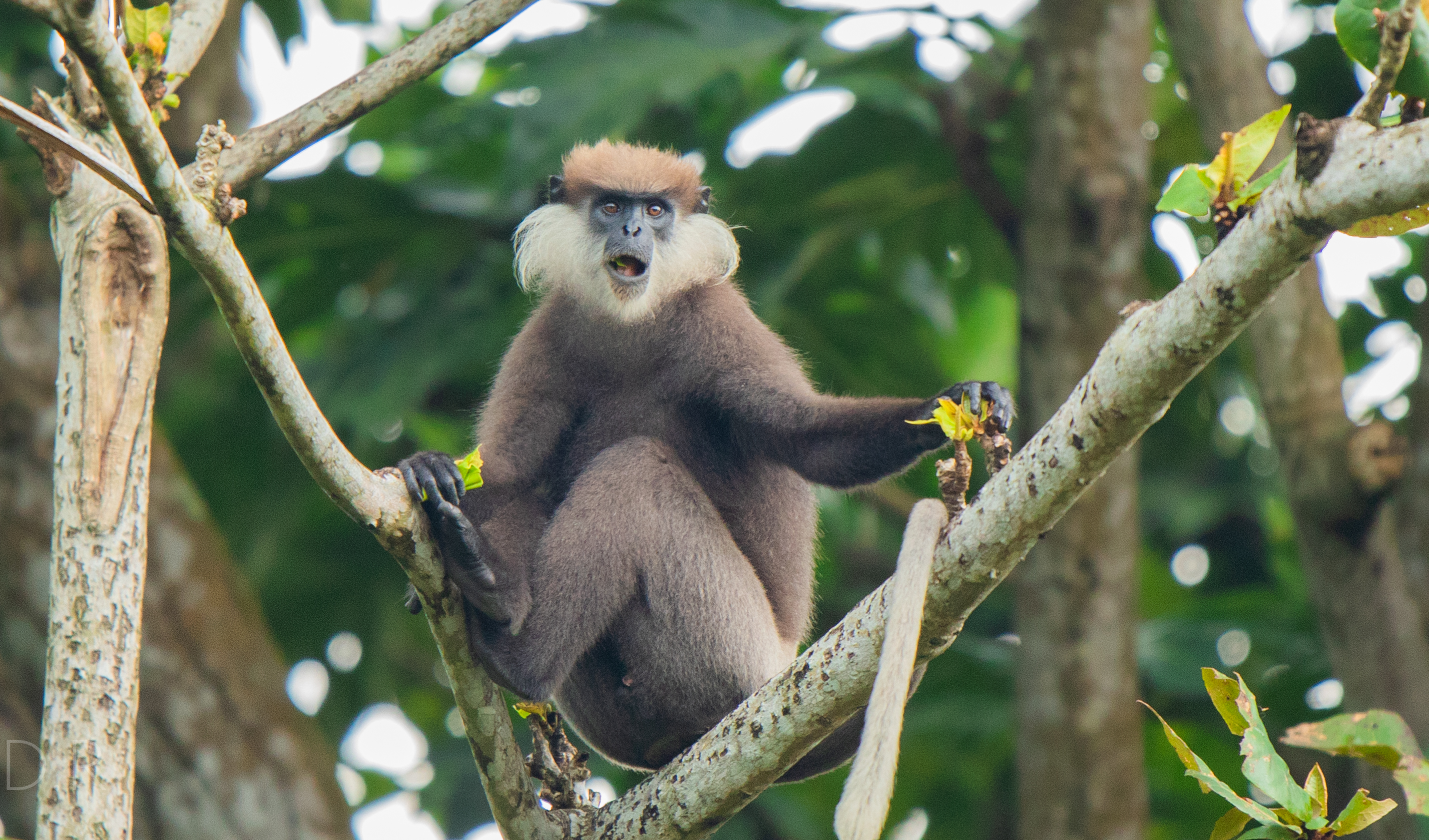
قرد فوق الشجرة.

في عام 2010، قامت الحكومة الفيدرالية الأمريكية بمراجعة تعريفها لحيوان الخدمة بموجب قانون الأمريكيين ذوي الإعاقة (ADA). لم يعد يتم التعرف على الرئيسيات غير البشرية كحيوانات خدمة بموجب ADA. لا تدعم الجمعية الطبية البيطرية الأمريكية استخدام الرئيسيات غير البشرية كحيوانات مساعدة بسبب مخاوف تتعلق برفاهية الحيوان، واحتمال حدوث إصابات خطيرة للناس، والمخاطر التي قد تنقل الرئيسيات الأمراض الخطيرة إلى البشر.

### في التجارب
أكثر أنواع القرود شيوعًا الموجودة في الأبحاث على الحيوانات هي سعدان الهجرس، و مكاك ريسوسي، وقرود المكاك آكلة السلطعون، والتي إما يتم صيدها في البرية أو تربيتها لغرض معين. يتم استخدامها في المقام الأول بسبب سهولة التعامل معها نسبيًا، ودورتها الإنجابية السريعة (مقارنة بالقردة) وتشابهها النفسي والجسدي مع البشر. يُعتقد في جميع أنحاء العالم أنه يتم استخدام ما بين 100000 و200000 من الرئيسيات غير البشرية في البحث كل عام، 64.7٪ منها قرود العالم القديم و 5.5٪ قرود العالم الجديد. يمثل هذا الرقم جزءًا صغيرًا جدًا من جميع الحيوانات المستخدمة في البحث. بين عامي 1994 و2004 استخدمت الولايات المتحدة ما معدله 54000 من الرئيسيات غير البشرية، في حين تم استخدام حوالي 10000 من الرئيسيات غير البشرية في الاتحاد الأوروبي في عام 2002.

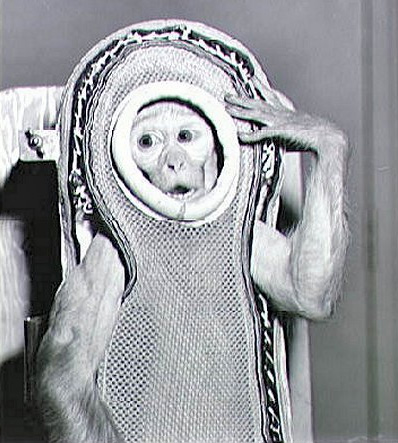
تم نقل سام، وهو مكاك ريسوس، إلى ارتفاع 88500 متر (290400 قدم) بواسطة ناسا في عام 1959.

#### في الفضاء
استخدم عدد من البلدان القرود كجزء من برامج استكشاف الفضاء ، بما في ذلك الولايات المتحدة وفرنسا. كان أول قرد في الفضاء هو ألبرت الثاني ، الذي طار في صاروخ V-2 الذي أطلقته الولايات المتحدة في 14 يونيو 1949.

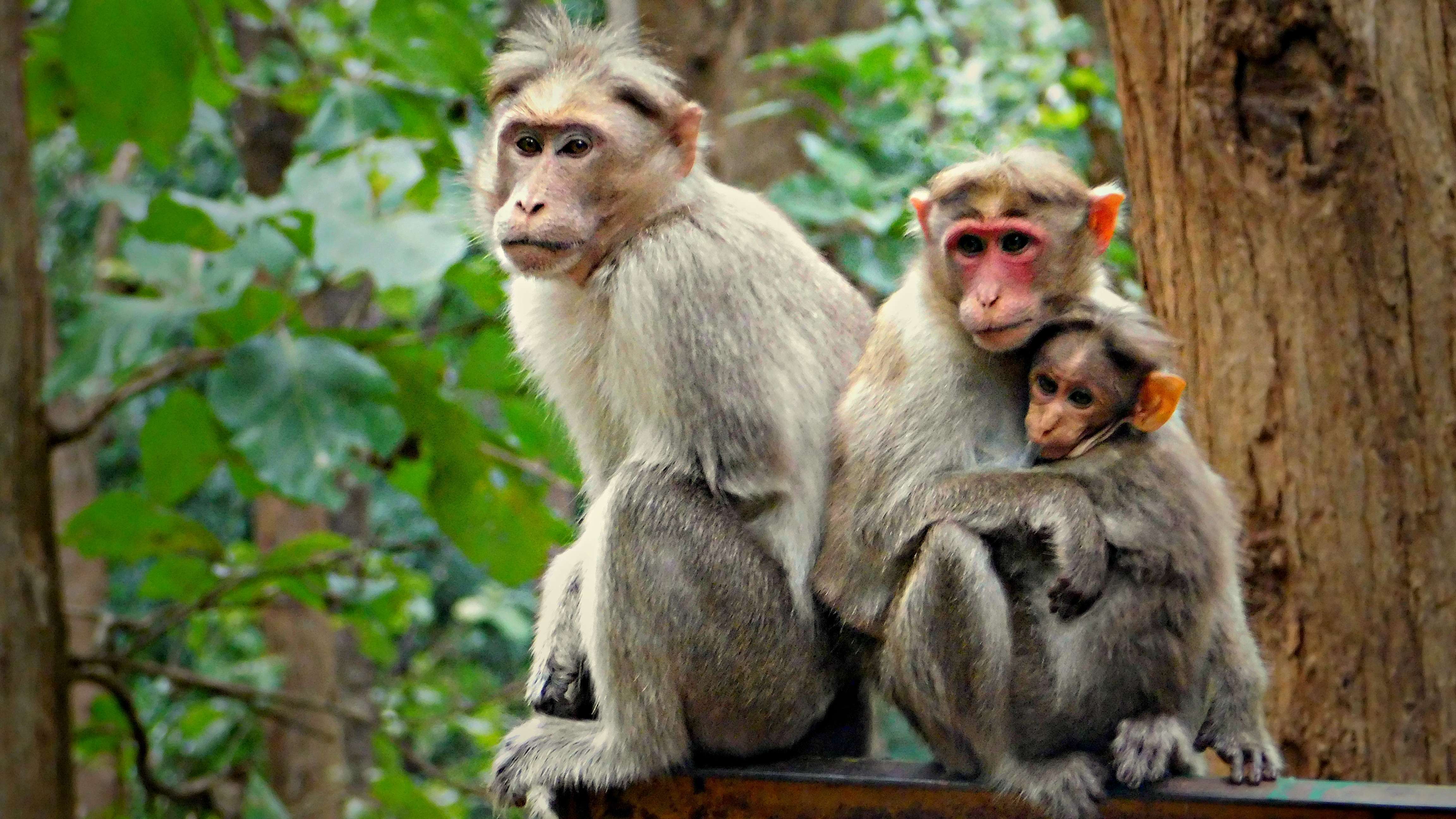
عائلة من القرود.

### كطعام
تؤكل أدمغة القرود كطعام شهي في أجزاء من جنوب آسيا وأفريقيا والصين وأمريكا الجنوبية. تؤكل القرود أحيانًا في أجزاء من إفريقيا ، حيث يمكن بيعها على أنها " لحوم الطرائد ". في قوانين الحمية الإسلامية التقليدية، يحظر أكل القرود.

### الأدب
سون وو كونغ ("الملك القرد") ، الشخصية التي تظهر بشكل بارز في الأساطير الصينية، هو بطل الرواية في الرواية الكوميدية الصينية الكلاسيكية رحلة إلى الغرب.
تنتشر القرود في العديد من الكتب والبرامج التلفزيونية والأفلام. المسلسل التلفزيوني قرد والشخصيات الأدبية مونسيور ايك و كريوس جورج كلها أمثلة.
بشكل غير رسمي ، قد يشير مصطلح "القرد" إلى القرود ، وخاصة الشمبانزي ، والجيبون ، والغوريلا. يلمح المؤلف تيري براتشيت إلى هذا الاختلاف في الاستخدام في رواياته ديسكورلد، حيث يكون أمين مكتبة جامعة انسين من إنسان الغاب الذي يصبح عنيفًا للغاية إذا تمت الإشارة إليه على أنه قرد. مثال آخر هو استخدام قرديات الشكل في الشعر الصيني .
القرود المجنحة هي شخصيات بارزة في كتب إل فرانك بوم وفي فيلم 1939 المبني على رواية بوم لعام 1900 ساحر أوز العجيب.

### الدين والعبادة
القرد هو رمز تيرثانكارا الرابع في الجاينية، أبهينانداناثا.
هانومان، إله بارز في الهندوسية، هو إله قرد يشبه الإنسان ويعتقد أنه يمنح الشجاعة والقوة وطول العمر للشخص الذي يفكر فيه أو في راما.
في البوذية، يعتبر القرد تجسيدًا مبكرًا لبوذا، ولكنه قد يمثل أيضًا خداعًا وقبحًا. تشير الاستعارة البوذية الصينية " قرد العقل " إلى الحالة المضطربة والاضطراب للعقل البشري. القرد هو أيضًا أحد المخلوقات الثلاثة التي لا معنى لها، ويرمز إلى الجشع، ويمثل النمر الغضب ومحب الغزلان.

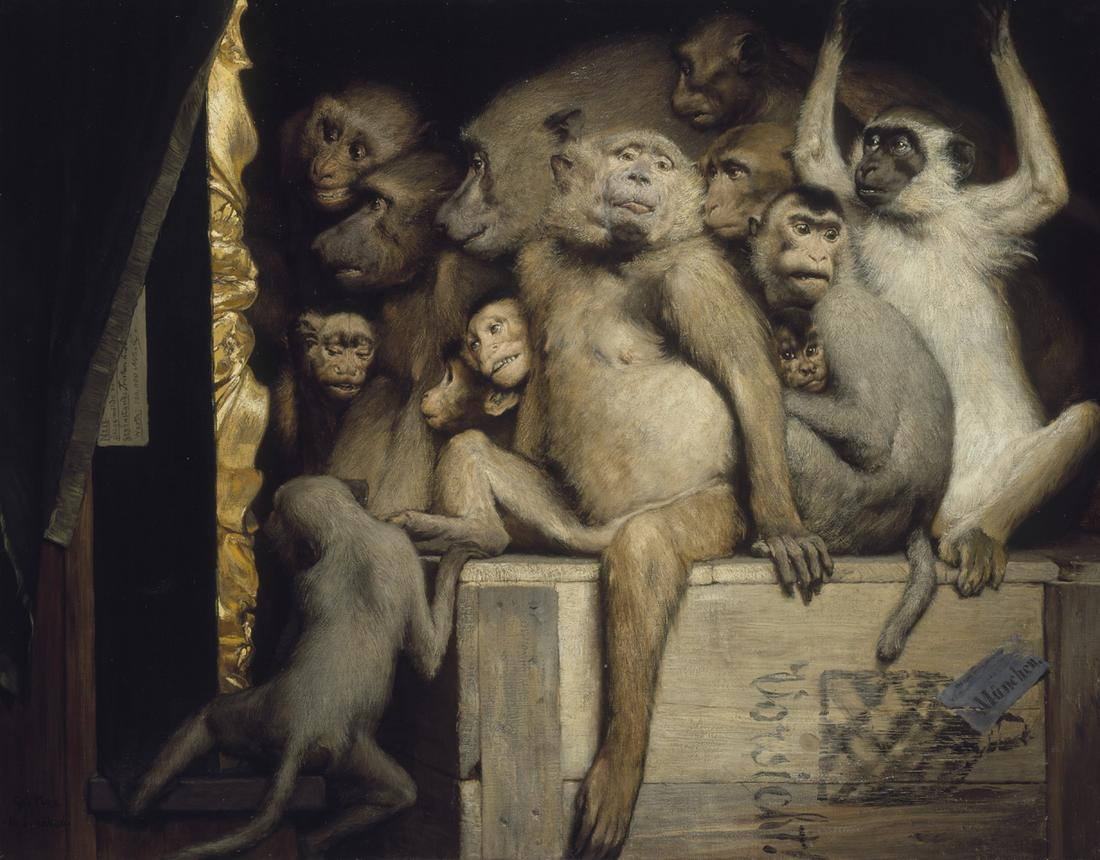
القرود كقضاة في الفن، لوحة ساخرة من عام 1889 لغابرييل فون ماكس.

تحظى السانزارو، أو ثلاثة قرود حكيمة، بالتبجيل في الفولكلور الياباني. يجسدون معًا المبدأ الذي يضرب به المثل القائل "لا ترى شرًا، ولا تسمع شرًا، ولا تتكلم بشراً".
كان شعب موتشي في بيرو القديمة يعبد الطبيعة. ركزوا على الحيوانات وغالبًا ما كانوا يصورون القرود في فنهم.
كان شعب تسيلتال في المكسيك يعبدون القرود كتجسيد لأسلافهم الموتى.

### زودياك
القرد (猴) هو التاسع في دورة الحيوانات التي مدتها 12 عامًا والتي تظهر في الأبراج الصينية المتعلقة بالتقويم الصيني. في المرة القادمة التي سيظهر فيها القرد كعلامة زودياك ستكون في عام 2028.

## القرد في الثقافة

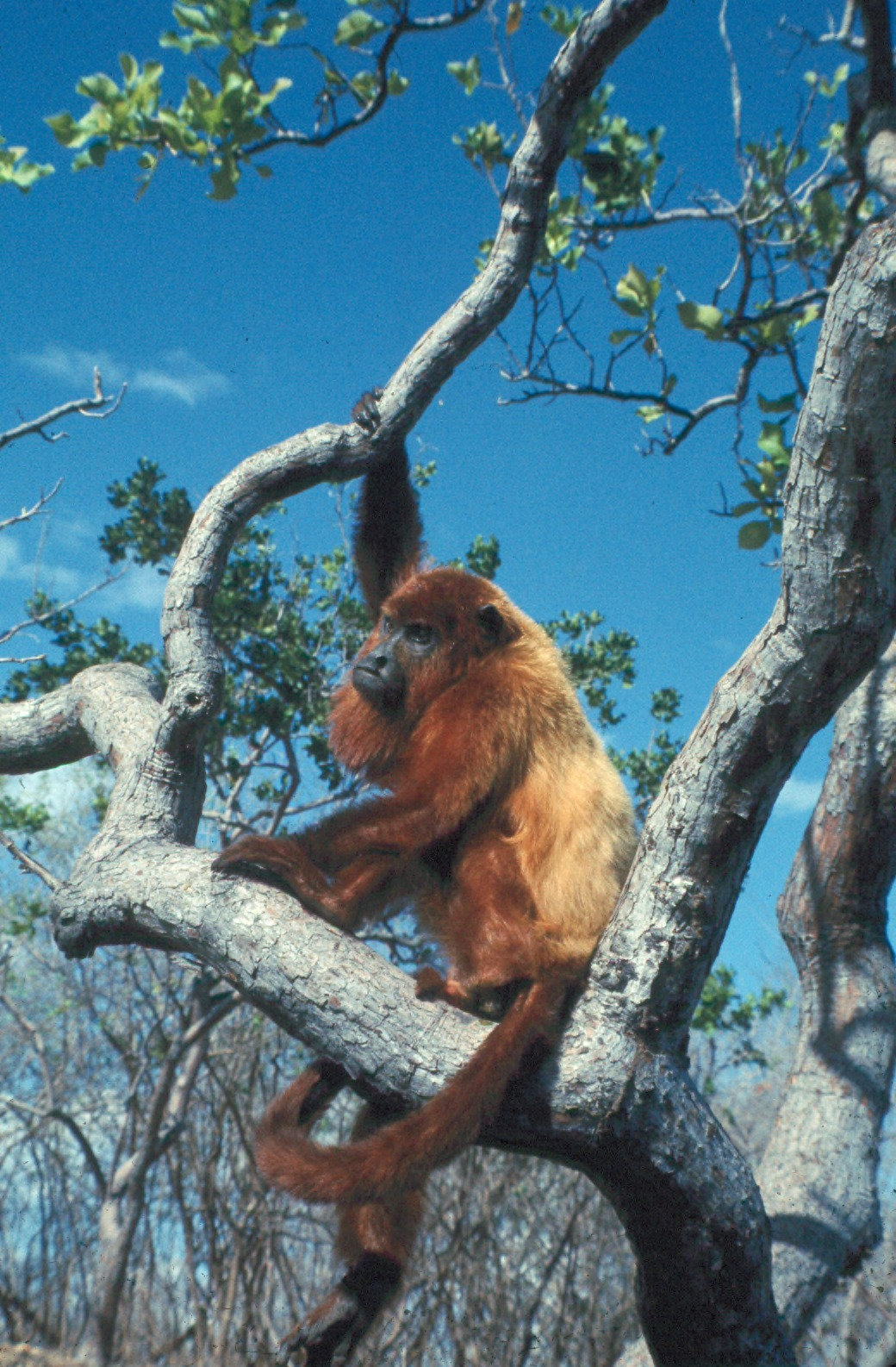
قرد عواء أحمر.

### الأديان والأساطير

#### مصر القديمة
كان للقرد دور مهم في حياة قدماء المصريين، إذ كان يشاركهم في الزراعة وجمع المحاصيل والفاكهة والرقص والموسيقى. وكانوا يألفون ويستأنسون نوعين منها، أولهما لونه أخضر كلبي الرأس، أسموه قردوح أو ميمون، والثاني رسم بلون أصفر. ولوحظ أن المصري كان يصطحب القرد للصيد مع كلابه. واعتبروه رمزاً، وعموما، كان شريكا لهم في عمارة الأرض وبناء الحضارة، وظهرت في عدة مقابر فرعونية صور ورسوم وجدران تكشف دوره في الصيد وري الأرض وجمع المحاصيل ومساعدة الشرطة في القبض على المجرمين والتسلية والرقص، كما وجدت رسومات لقرد يقف أمام فرقة موسيقية كاملة، وآخر يقف وحيدًا أمام عازف. وكانوا يعتقدون أنَّه يُسلي الميت في قبره كما يسليه في دنياه.